# Iron Butterfly
Iron Butterfly byla americká rocková hudební skupina, založená v roce 1966 v San Diegu v Kalifornii. Nejznámějším albem skupiny byla její druhá deska In-A-Gadda-Da-Vida z roku 1968, která obsahovala i její největší hit: sedmnáctiminutovou skladbu „In-A-Gadda-Da-Vida“. Alba samotného se prodalo přes třicet milionů kusů a řadí se k nejprodávanějším albům vůbec. Rovněž šlo o vůbec první album, kterého se prodalo více než jeden milion kusů a bylo tak oceněno titulem platinová deska. Skupina je spolu s kapelami Blue Cheer a Steppenwolf označována za jednu z prvních heavymetalových skupin. První období existence skončilo v roce 1971, později byla však několikrát obnovena s různými hudebníky, ale na původní úspěch již nikdy nenavázala.
Podle hudebního kritika Manishe Agarwala z časopisu Time Out „Iron Butterfly spojili hard rock s bohatými, acid-friendly (psychedelickými) texturami.“ Mark Deming z AllMusic uvedl, že byli jednou z prvních skupin, které takto propojily oba styly, a jejich zvuk popsal jako „kombinaci tripového hudebního zkoumání a otevřených jamů s tvrdým, zkresleným nábojem“.

## Historie

### Začátky a první album
Původně skupina vznikla pod názvem The Palace Pages v roce 1966 v kalifornském San Diegu. Původní sestavu tvořili Doug Ingle (zpěv, klávesy), Jack Pinney (bicí), Greg Willis (baskytara) a Danny Weis (kytara). Brzy se k ním přidal zpěvák Darryl DeLoach, to už se však skupina jmenovala Iron Butterfly. Poté, co skupina přesídlila do Los Angeles z ní dva členové, konkrétně Willis a Pinney, odešli. Jako náhrada přišli Jerry „The Bear“ Penrod (baskytara) a Bruce Morse (bicí). Během roku 1966 se sestava stihla změnit ještě jednou; na Morseho místo přišel bubeník skupiny The Voxmen Ron Bushy.
Své první album skupina nahrála v říjnu 1967 a dostalo název Heavy. Jeho producenty byli Charles Greene a Brian Stone. Obsahovalo celkem devět autorských skladeb a jednu coververzi v podobě skladby „Get Out of My Life, Woman“ od Allena Toussainta. Album vyšlo v lednu 1968 u vydavatelství Atco Records, ještě předtím však ze skupiny odešli Penrod s Weisem. Ti, společně s bubeníkem Billym Mundim ze skupiny The Mothers of Invention, založili kapelu Rhinoceros. Kytary se v Iron Butterfly ujal sedmnáctiletý Erik Brann a místo po baskytaristovi získal Lee Dorman. Skupinu rovněž opustil DeLoach, jeho místo však nadále zůstalo neobsazené.

### Druhé album
Počátkem roku 1968 skupina šla opět do studia za účelem nahrát materiál pro další album. Produkce se tentokrát ujal Jim Hilton a album nazvané In-A-Gadda-Da-Vida vyšlo dne 14. června 1968. Obsahovalo celkem šest skladeb, na první straně jich bylo pět a druhou stranu zabírala 17minutová „In-A-Gadda-Da-Vida“. Tuto skladbu později nahrála řada dalších hudebníků, mezi které například patří i thrashmetalová skupina Slayer a byla použita v několika filmech i seriálech, například v epizodě „Bart prodává duši“ seriálu Simpsonovi. Právě tato skladba, zkrácená na necelé tři minuty, vyšla jako singl k albu. Singl se umístil na třicátém místě v žebříčku Billboard Hot 100 a album na čtvrté pozici v Billboard 200. Alba se prodal takový počet, že kvůli němu Ahmet Ertegün, tehdejší ředitel Atlantic Records, vymyslel termín platinová deska. Do dnešní doby se desky prodalo přes třicet miliónů nosičů a řadí se k nejprodávanějším albům hudební historie.
V té době skupině Iron Butterfly dělali předskokany skupiny jako Led Zeppelin, Yes nebo kapela Freddieho Mercuryho, pozdějšího zpěváka Queen, s názvem Wreckage.

### Třetí album

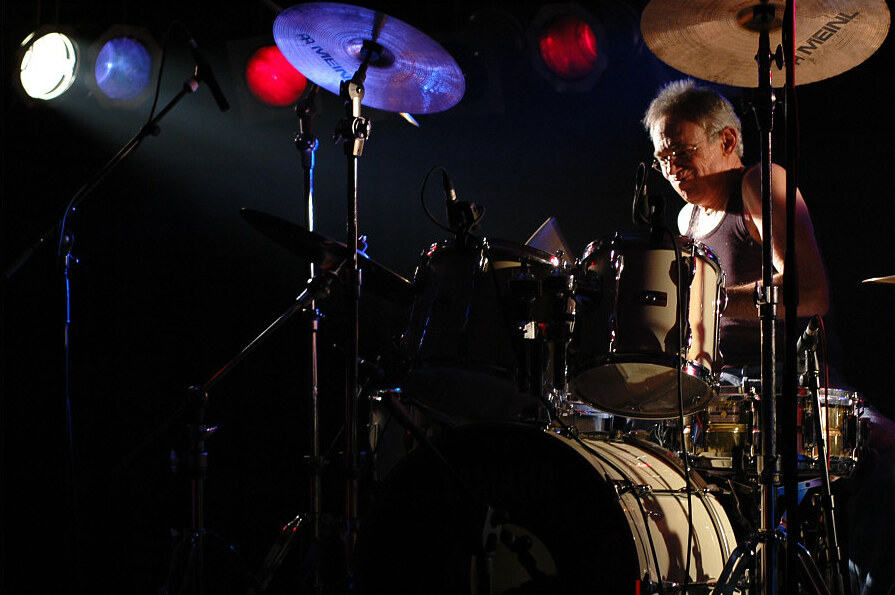
Ron Bushy (2005)

V únoru 1969 skupina vydala své třetí album nazvané Ball. Jeho producenty byli Jim Hilton a Gordon Anderson. Skupina měla v srpnu 1969 hrát na festivalu Woodstock; již byla uvedena na plakátech, zkrachovalo to však až v době koncertu. Skupina čekala v New Yorku, kam pro ně měl přiletět vrtulník, ten však nepřiletěl. Neúčast na hudebním festivalu Woodstock skupinu velice poznamenala. Další rok vydali studiové album Metamorphosis, na kterém hráli dva noví členové Larry „Rhino“ Reinhardt (kytara) a Mike Pinera (kytara, zpěv). Oba byli náhradou za Branna, který z kapely odešel a spolu s Darrylem DeLoachem založil soubor Flintwhistle.
Skupina vydala album Metamorphosis v srpnu 1970 a nedlouho poté skupinu opustil její vůdce Doug Ingle. Skupina nadále pokračovala bez něj až do května 1971, kdy se rozpadla. Rozchod těžce nesl bubeník Ron Bushy, který se na čas přestal věnovat hudbě. Po dobu rozpadu Iron Butterfly její členové (Reinhardt a Dorman) spolu s dřívějším zpěvákem britské skupiny Deep Purple Rodem Evansem a bubeníkem Bobbym Caldwellem, který krátce zaskakoval i u Iron Butterfly, založili superskupinu Captain Beyond.

### Reunion a poslední dvě alba
V roce 1974 skupinu Bushy s Brannem obnovili a přijali dva nové členy, jimiž byli Philip Taylor Kramer (baskytara) a Howard Reitzes (klávesy). Tato sestava v roce 1974 nahrála a v lednu 1975 vydala album Scorching Beauty. V říjnu toho roku pak vyšlo album Sun and Steel, které zůstalo posledním albem skupiny Iron Butterfly. Obě alba byla vydána u společnosti MCA Records. Na druhém albu se podílel nový klávesista Bill DeMartines, který nahradil Howarda Reitzese. V létě roku 1977 skupina v sestavě Bushy, Brann, Kramer a DeMartines ukončila činnost, ale nedlouho poté vznikla nová sestava: Lee Dorman (baskytara), Larry Reinhardt (kytara) doplněni o nové členy, jimiž byli Jimi Henderson (zpěv), David Love (kytara), Larry Kiernan (klávesy) a Kevin Karamitros (bicí).
Roku 1978 se sestava opět výrazně změnila: Kiernana nahradil John Leimsider a oba kytaristy Mike Pinera. Ani tato sestava nevydržela dlouho a následně se změnila na novou, ve které opět figuroval Ingle, vedle něj ještě Pinera, Reinhardt, Bushy a baskytarista Keith Ellis, který předtím působil v britské skupině Van der Graaf Generator. V prosinci 1978 však Ellis nečekaně během turné zemřel a jako náhrada přišel Dorman. Krátce poté se ke skupině vrátil Brann a skupina nadále zůstala aktivní se třemi kytaristy. Nedlouho poté však zde skupiny opět odešli Reinhardt, Brann a Bushy a jako náhrada přišel Bobby Caldwell, který dříve s Dormanem působil v Captain Beyond; dále pak kytarista Bobby Hasbrook. Ani tato sestava nevydržela dlouho a odešel Pinera a opět se vrátil Brann. S Pinerou odešel i Ingle, který byl nahrazen Johnem Leimsiderem. Později se v kapele vystřídala řada dalších hudebníků a starší členové se vraceli a odcházeli. V prosinci roku 1985 zemřel nový baskytarista Kurtis Teal, po jehož smrti skupina přerušila na dva roky svou činnost.

### Obnovení činnosti

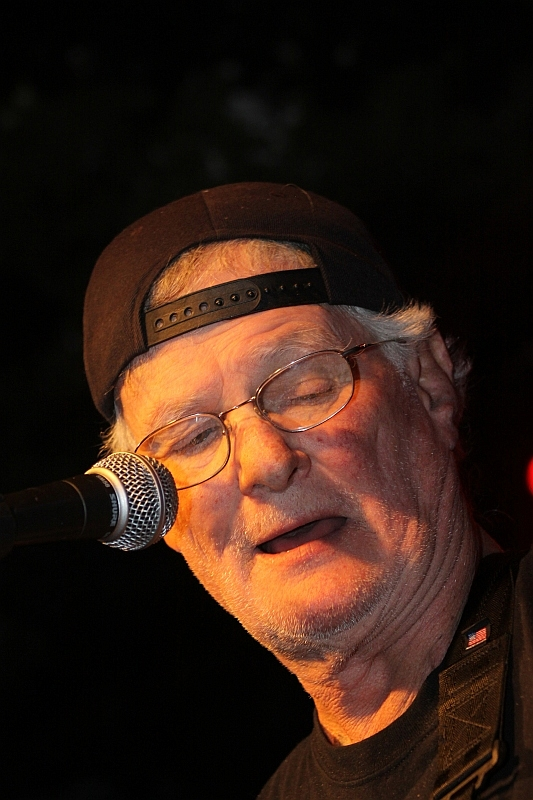
Lee Dorman (2010)

Činnost skupiny po dlouholeté odmlce obnovili v roce 1987 Pinera s Bushym doplněni o nové hudebníky (sestava se několikrát vystřídala) a nakonec odešel i Pinera. Toho roku svou verzi skupiny sestavil i Erik Brann, vedle něj v ní hráli ještě Jim Von Buelow a Sal Rodriguez; ani tato sestava však dlouho nevydržela. Ještě v roce 1987 se dala dohromady klasická sestava skupiny: Doug Ingle, Erik Brann, Lee Dorman a Ron Bushy. Roku 1988 Bushy s Inglem odešli a vrátil se Larry Reinhardt a během následujících let se sestava ještě nesčetněkrát proměnila. V devadesátých letech skupina napsala několik nových písní (například „Silent Screaming“ a „Whispers in the Wind“) a plánovala vydat i nové studiové album; k tomu však už nikdy nedošlo.
Dne 3. října 2002 zemřel bývalý zpěvák Darryl DeLoach na rakovinu jater ve věku šestapadesáti let. Dne 25. července 2003 zemřel na srdeční selhání Erik Brann ve věku dvaapadesáti let. V lednu 2012 zemřel bývalý kytarista Larry Reinhardt ve věku třiašedesáti let. Baskytarista a dlouholetý vůdce skupiny Lee Dorman zemřel v prosinci téhož roku ve věku sedmdesáti let. Po jeho smrti skupina přestala být aktivní.
V říjnu 2011 skupina vydala nové koncertní album nahrané v dubnu 1968 v newyorském klubu Fillmore East. Název je složen z názvu klubu a z roku nahrání alba, Fillmore East 1968.
Koncem roku 2014 byla skupina obnovena v sestavě Mike Pinera (zpěv, kytara), Ron Bushy (bicí) a syn zakladatele Doug Ingle, Jr. (varhany). Skupina oznámila, že pracuje na novém albu. Později se sestava několikrát změnila a nakonec s ní ani jedez z jmenovaných nevystupoval. Z dřívějších členů se vrátil například kytarista Eric Barnett, baskytarista Dave Meros a bubeník Ray Weston.

## Diskografie
Studiová alba:
- Heavy (1968)
- In-A-Gadda-Da-Vida (1968)
- Ball (1969)
- Metamorphosis (1970)
- Scorching Beauty (1975)
- Sun and Steel (1975)

## Členové
Žádný z členů skupiny v ní nepůsobil po celou dobu její existence. Jediným členem, který hrál na všech šesti studiových albech skupiny, byl bubeník Ron Bushy.
Původní sestava (1966):
- Doug Ingle – klávesy, zpěv
- Danny Weis – kytara
- Greg Willis – baskytara
- Jack Pinney – bicí

Poslední sestava (2012):
- Lee Dorman – baskytara, zpěv
- Charlie Marinkovich – kytara, zpěv
- Martin Gerschwitz – klávesy, zpěv
- Ron Bushy – bicí